# 神惠內村
神惠內村（日语：／ Kamoenai mura */?）是位於北海道後志綜合振興局內、積丹半島西側的村莊。總面積的86%為國有林地，除了古宇川沿岸的平地外，境內沒有適合耕種的土地。當地屬於溫帶海洋性氣候，由於面向日本海，使神惠內村為北海道最溫暖的地區之一。當地以漁業為主要產業，主要漁獲包括海膽、帆立貝、長槍烏賊、遠東多線魚等。
町名源自阿伊努語的「kamuy-nay」，即神威之河流。

## 歷史
- 1906年4月1日：神惠內村、赤石村、珊內村合併為神惠內村，並成為北海道二級村。

## 交通

### 道路
| 一般國道 - 國道229號 | 道道 - 北海道道998號古平神惠內線 |

### 巴士
- 北海道中央巴士

## 觀光景點

### 觀光
- 神惠內青少年旅行村

## 教育

### 中學校
- 神惠內村立神惠內中學校

### 小學校
- 神惠內村立神惠內小學校